# 緑川芳江
緑川 芳江（みどりかわ よしえ、1979年5月8日 - ）は日本の弁護士、ニューヨーク州弁護士。

## 来歴
東京大学法学部第1類（私法コース）、同第3類（政治コース）卒業。2006年 東京大学大学院法学政治学研究科法曹養成専攻（法科大学院）修了。同年10月6日 旧司法試験を合格。2007年12月20日 弁護士登録（第二東京弁護士会）。
2008年1月7日 森・濱田松本法律事務所入所。2014年 コロンビア大学ロースクール修了。LL.M.修得。2015年1月 ニューヨーク州弁護士登録。
2017年11月1日 のぞみ総合法律事務所オブ・カウンセル。2019年1月 三浦法律事務所パートナー。

## 略歴
- 2003年3月 - 東京大学法学部第1類（私法コース）卒業[2]。
- 2004年3月 - 東京大学法学部第3類（政治コース）卒業[2]。
- 2006年3月 - 東京大学大学院法学政治学研究科法曹養成専攻（法科大学院）修了[2]。
- 2006年10月 - 旧司法試験を合格[3]。
- 2007年12月 - 弁護士登録（第二東京弁護士会）[4]。
- 2008年1月 - 森・濱田松本法律事務所入所[5]。
- 2008年11月 - 厚生労働省標準報酬遡及訂正事案等に関する調査委員会調査員。
- 2014年 - コロンビア大学ロースクール修了。LL.M.修得。
- 2015年1月 - ニューヨーク州弁護士登録。
- 2016年10月 - Freshfields Bruckhaus Deringer法律事務所勤務。
- 2017年11月 - のぞみ総合法律事務所オブ・カウンセル。
- 2019年1月 - 三浦法律事務所パートナー。
- 2019年6月 - 株式会社アイ・ピー・エス社外監査役（〜2021年6月）[6]。
- 2022年5月 - 株式会社ベイカレント・コンサルティング社外監査役（〜2023年5月）[7]。
- 2023年5月 - 株式会社ベイカレント・コンサルティング社外取締役（監査等委員）。

## 人物・主張
日本企業の女性役員比率の向上させる現時点での戦略については、「弁護士、会計士、大学教授などの女性を非業務執行の社外取締役として迎えるものとなっている」とし、「業務執行取締役の候補者となる女性が誕生する機会も限られたまま」だと述べている。